# Václav Vilém Popel z Lobkowicz
Václav Vilém Popel z Lobkowicz (německy Wenzel Wilhelm Popel von Lobkowitz; 20. března 1592 – 1621 nebo 16. února 1626[zdroj?]) byl český šlechtic, příslušník duchcovské větve šlechtického rodu Lobkowiczů (Lobkoviců). Zastával post císařského rady a komořího. Jeho sestrou byla zakladatelka Loretánské kaple v Praze Benigna Kateřina z Lobkowicz.

## Původ a život
Narodil se 20. března 1592 jako jediný mládí přeživší syn Adama Havla Popela z Lobkowicz na Duchcově (1557–1605) a jeho manželky  Markéty z Mollartu (1560–1632). Otec spáchal sebevraždu. Pravděpodobně se otrávil kvůli podezření ze zabití hraběte Hanibala ze Schönbergu, jenž byl předtím spatřen ve společnosti manželky Adama Havla, Markéty. Sestra Benigna Kateřina se v roce 1608 provdala za Viléma mladšího Popela z Lobkowicz (asi 1575–1647) z bílinské větve rodu. Návštěva jihomoravského města Mikulova ji inspirovala k založení pražské Lorety.
Václav Vilém vystudoval u jezuitů v Praze a psal humanistické básně. Nezastával žádné vysoké úřady, přesto byl alespoň císařským radou a komořím. 

### Majetek
Vlastnil Duchcov, Střekov, Litvínov, Všechlapy a Jiřetín. V roce 1608 dědil po svém bratranci Janu Václavovi (28. února 1561 – 16. prosince 1608).

### Rodina a potomstvo

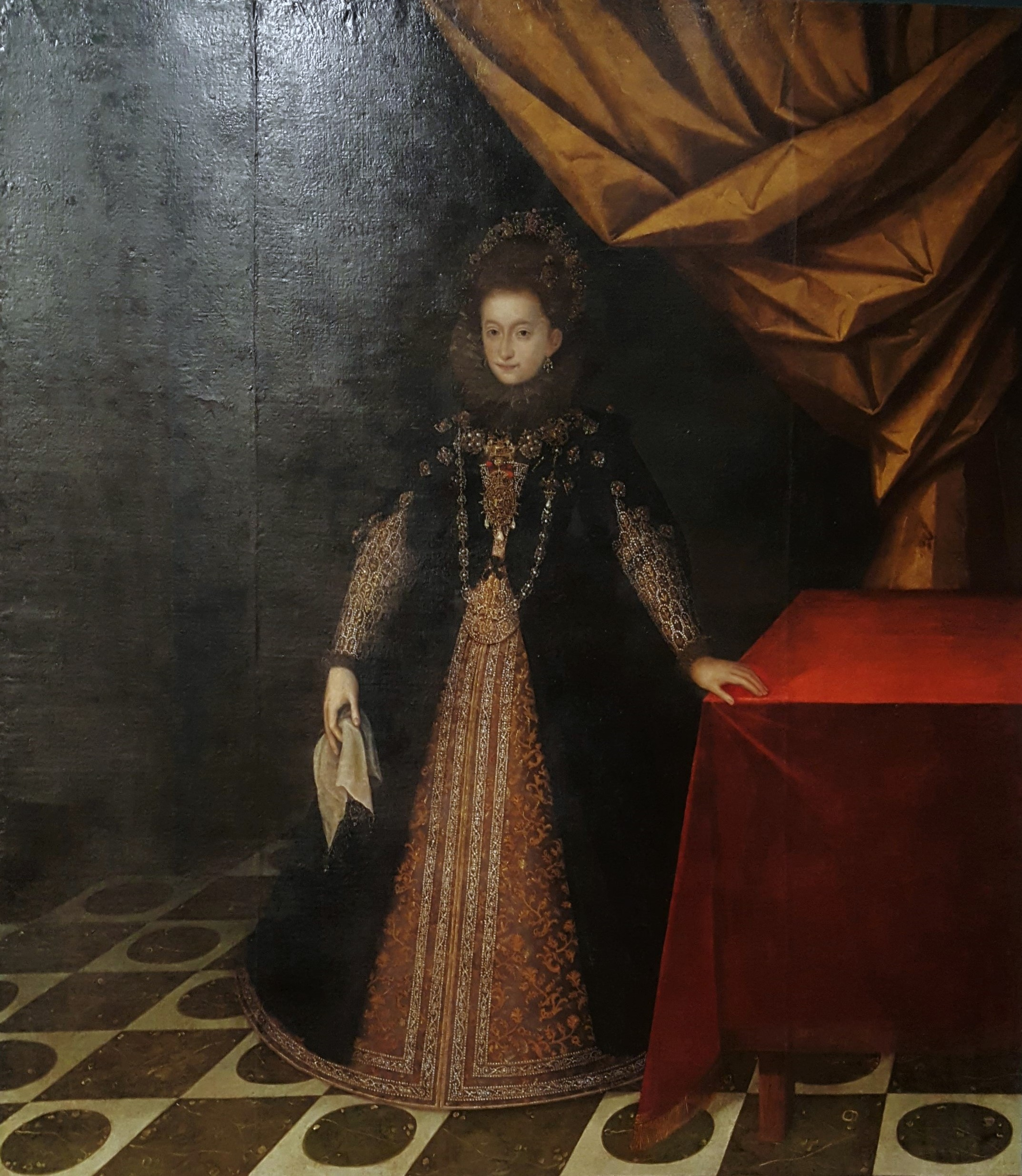
Třetí žena Václava Viléma Markéta Františka, rozená z Dietrichsteinu

Václav Vilém vstoupil do manželství třikrát. Poprvé se oženil v roce 1607 nebo 6. května 1612 s Annou Marií z Fürstenbergu (10. dubna 1587 – 1613), dcerou Albrechta z Fürstenbergu (1557–1599) a jeho manželky Alžběty z Pernštejna (1557–1609). Z tohoto manželství se narodilo dítě, které zemřelo hned v roce 1613 a bylo pohřbeno v Duchcově.
Podruhé se oženil 9. června 1614 v Praze s Ludmilou ze Žerotína († 1615), dcerou Kašpara Melichara ze Žerotína na Kolíně a Nových Dvorech († asi 1628) a jeho manželky Elišky ze Šlejnic († 1597). Ludmila však již následujícího roku zemřela a manželství tak zůstalo bez potomků.
Potřetí se oženil 8. února 1616 s Markétou Františkou z Dietrichsteinu (1597 – 3./4. února 1617), dcerou Zikmunda II. z Dietrichsteinu (1560–1602) a jeho manželky Johany Scaligerové (1574–1644). Markéta Františka zemřela dne 3. února 1617 při porodu jediného syna:
- František Josef (4. 2. 1617 – 1642), poslední příslušník duchcovské větve, 26. listopadu 1635 byl povýšen do stavu říšských hrabat
  - ∞ Polyxena Marie z Talenberka († 25. 5. 1651), dědička Duchcova